# Запозичені слова в українській мові
За походженням слова́ поділяються на власне українські та запози́чені з інших мов.
Словниковий склад мови постійно поповнюється як словами, що створюються на основі українських словотвірних засобів, так і запозиченими з багатьох мов: грецької (філологія, музей, театр), латинської (клас, аудиторія, конституція), німецької (бутерброд, солдат), англійської (баскетбол, дизайн), французької (кашне, пюре, пальто), італійської (соло, тріо, акорд) та інших.
Довідки щодо запозичених слів викладені у словниках іншомовних слів. Одним із найбільших є «Новий словник іншомовних слів» видавництва «Арій» обсягом 40 000 слів та словосполучень.

## Історія запозичень
Низка найменувань предметів і понять — іменників, рідше якостей — прикметників і дій — дієслів ще здавна переходили від однієї мови до іншої. Шляхи переймання слів, природно, не обмежуються рухом від мови до мови або навіть від діалектів до діалектів. Точна характеристика їх доконечно передбачає врахування також і розшарування суспільства — тих соціальних груп, які засвоюють або можуть засвоювати лексику від відповідних же чужомовних соціальних верств населення.
Значну роль щодо шляхів переймання відіграють випадки фахового порядку. Усно через польське посередництво в українську мову, спочатку в міста і містечка, а потім і в села, проникла певна реміснича термінологія — номенклатура німецького походження.
Запозичення з різних мов відбулося за різних часів. Багато запозичених слів стали настільки звичними для нас, що вже не відчувається їхнє чужомовне походження (панчохи, цукор, кавун), інші навіть не набули здатності змінюватися за законами української граматики (меню, тріо, кашне).

## Українські імена
Більшість сучасних українських імен є також запозиченими. Утративши своє первісне значення, з грецької мови прийшли до нас і стали іменами слова: Анатолій (схід сонця), Андрій (сміливий, мужній), Василь (царський), Зоя (життя), Галина (спокій) Катерина (чиста), Тетяна (володарка). З латинської мови запозичено імена: Валентин (сильний), Вікторія (перемога), Марина (морська). Від скандинавських народів прийшли до нас імена: Гліб (нащадок бога), Ігор (захисник).

## Визначення запозичених слів

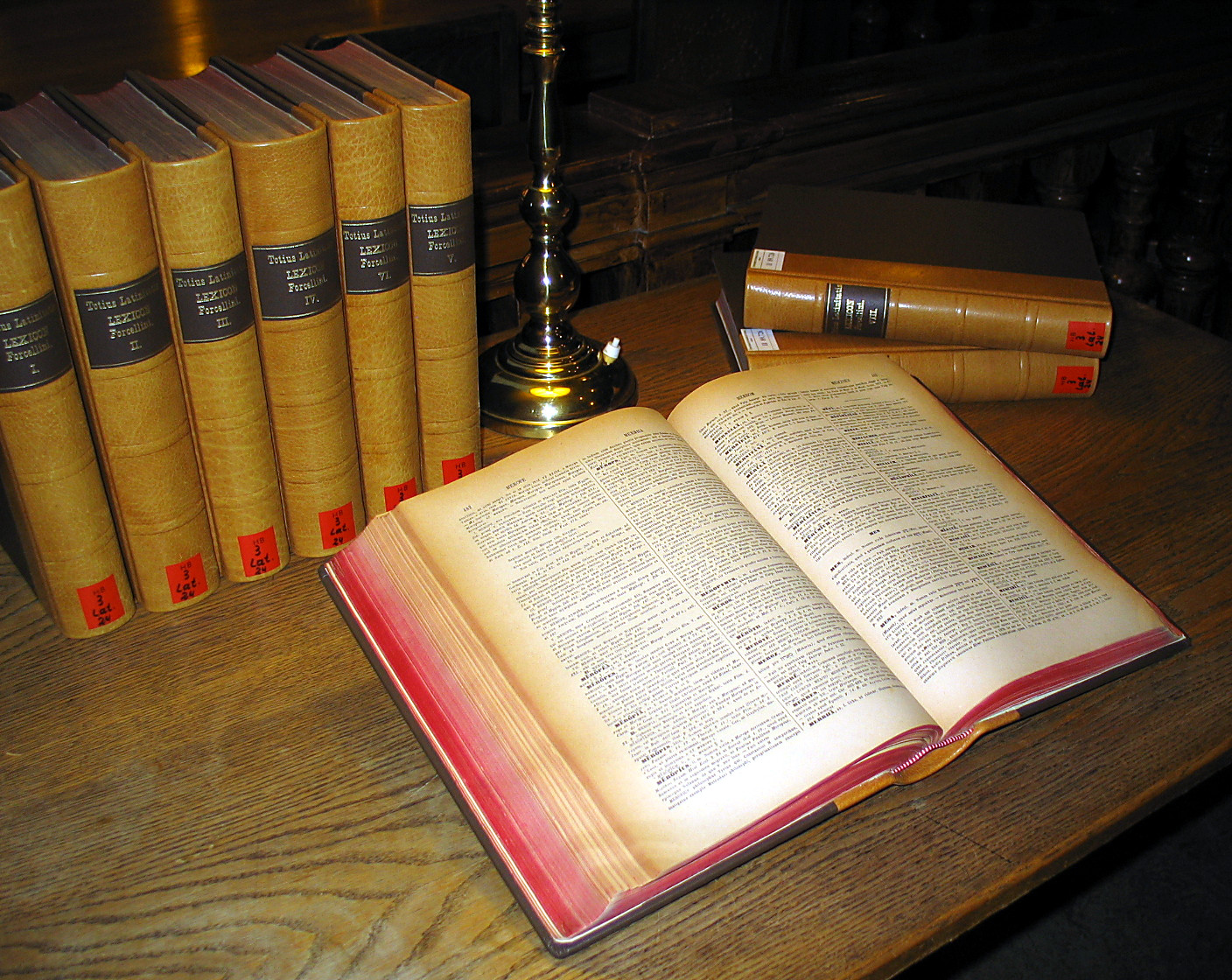
Багатотомний словник латинської мови в університетській бібліотеці в Граці

Визначити іншомовне слово можна за фонетико-граматичним оформленням та лексичним значенням. Скажімо, звук [f] і літера ф не властиві для слов'янських мов, і майже всі слова в українській мові, що мають цей звук і, відповідно, літеру, за походженням є грецизмами та латинізмами: фізика, фігура, фокус, фея, факт тощо. Тюркізми характеризуються наявністю кількох звуків а: сарай, базар, баклажан, байрак, кабан, сазан, чабан, барабан.
Початковий звук і літера а взагалі характерні тільки для іншомовних слів, зокрема для арабських (алгебра, алкоголь), латинських (аудиторія, абітурієнт, ангіна), грецьких (алфавіт, автор, архів, азот, афоризм, анемія, автономія).
Грецькі запозичення можна розпізнати за наявністю буквосполучень пс, кс (психологія, ксерокс, флексія), кореневих частин бібліо-, гео-, біо-, лог-, фон- (бібліотека, геологія, біологія, філолог, фонетика). Такі запозичення є термінами з різних сфер суспільного та наукового життя: демократія, космос, ідея, метод, аналіз, історія, граматика, діалог.
У сучасній українській мові багато слів французького походження, це так звані галліцизми: (бульйон, амплуа, пляж, кутюр'є), німецького (ранг, шнапс, ґрунт, ландшафт), англійського (леді, джем, футбол, спонсор, менеджер), голландського (гавань, лоцман, краб, трос), італійського (піаніно, спагеті, мафія, мадонна), іспанського (корида, танго, фієста), польського (пані, ґудзик, мазурка, повидло).
Запозичення із західно- та південнослов'янських мов можна відрізнити по відсутності рис, характерних для східнослов'янських мов:
1. Відсутність повноголосся. Для західнослов'янських мов характерне неповноголосся у поєднанні з оканням. Як правило, це полонізми (броня, промінь). Для південнослов'янських мов характерне неповноголосся у поєднанні з аканням (виниклим внаслідок південнослов'янської метатези плавних; його слід відрізняти від білоруського і південноросійського). Як правило, це церковнослов'янізми. При цьому буває що відповідне східнослов'янське слово продовжує існувати, позначаючи інше поняття: наприклад, церковнослов'янське храм та українське хороми, церковнослов'янське прах та українське порох тощо.
2. Наявність закінчень «-дло», «-тло» при східнослов'янському «-ло». «бидло»[1], «простирадло» при українських відповідниках «билина», «небилиця» та «простирало».
3. Наявність початкового «є». «Єдність» при власне українському «один».

## Способи проникання
Розрізняють два способи проникання в мови запозичених слів — проникання усне й писемне (книжне). Перший демонструє радикальніше пристосування засвоєного слова в середовищі, що його перейняло, а іноді навіть змінило чи спотворило в дусі так званої народної етимології. Коло засвоюваних усно понять, поряд із культурними, може охоплювати примітивно-побутові, лайливі тощо. Найдавніша частина запозичених слів в українській мові сягає ще праслов'янського періоду й тому має відповідники в інших слов'янських мовах. Ці запозичення походять з готської або діалектів прагерманської мови. Серед запозичень, що усно входили до української мови в різні часи, були тюркізми (слова половецького, татарського й турецького походження або засвоєні через посередництво цих мов).
Наявні в українській мові також значна кількість слів (близьких до тюркізмів) арабського й іранського (перського) походження.
Слова, засвоювані книжно, тобто через літературу, природно вищі як їх значенням, так і тоном, що їх супроводжує, — за належним їм емоційним забарвленням. Зазвичай ці слова виявляють тенденцію ставати інтернаціоналізмами й широко розповсюджуватися від народу до народу. Найголовнішим джерелом лексичних запозичень, пов'язаних із поняттями загальноєвропейської культури, науки, державного управління, права й політики, для української мови, як і всіх європейських, були та залишаються й досі латинська мова. Із західноєвропейських мов пізнішого періоду запозичень найбільше.
Деякі запозичені слова вживаються як синоніми власне українських слів (лінгвістика — мовознавство, мемуари — спогади, емоції — почуття) і можуть відрізнятися від них сферою застосування в певних формах і стилях мовлення.